# Le Juge (film, 1971)
Pour les articles homonymes, voir Le Juge.
Pour plus de détails, voir Fiche technique et Distribution.
Le Juge est un western italo-français réalisé par Jean Girault et Federico Chentrens, sorti en 1971.
Il s'agit d'un western parodique et la première adaptation cinématographique d'un album de Lucky Luke, Le Juge, tandis que la première adaptation animée, Daisy Town, sortie un peu plus tard la même année, était basée sur une histoire originale.
Jean Girault concentre l'histoire autour du juge Roy Bean, incarné par Pierre Perret et Black Bird joué par Robert Hossein. Il choisit de faire disparaître le personnage de Lucky Luke, qu'il remplace par le personnage secondaire de Buck Carson, incarné par Angelo Infanti. Hors animation, c'est seulement en 1991 que le personnage de Lucky Luke est incarné pour la première fois au cinéma, par Terence Hill, dans le film qu'il réalisa lui-même, Lucky Luke.

## Fiche technique
- Réalisation : Jean Girault (réalisé sous le nom de Richard Owens) et Federico Chentrens
- Scénario : Jean Girault, d'après l'album Le Juge issu de la série de bande dessinée Lucky Luke de Morris et René Goscinny
  - Dialogues : Jacques Vilfrid
- Musique : Pierre Perret
- Photographie : Mario Fioretti
- Décors : Sydney Bettex
- Production : Maurice Jacquin ; Paul Laffargue (directeur de production)
- Sociétés de production : Comacico, Milvia Cinematografica
- Pays d'origine :  France et  Italie
- Format : couleur - mono
- Durée : 92 minutes
- Genre : western
- Date de sortie :
  - France : 3 mars 1971

## Distribution
- Pierre Perret : le juge Roy Bean
- Silvia Monti : Kati
- Robert Hossein : Black Bird
- Françoise Girault : Dolly
- Xavier Gélin : Antonio
- Paola Borboni : Victoria
- Silvio Bagolini : Joe Piccadilly
- Giuliano Disperati : Pistolero
- Ugo Fangareggi : Slim
- Cristina Gajoni : l'orpheline
- Werner Hasselman : le pasteur
- Angelo Infanti : Buck Carson
- Franco Jula : Jérémie
- Tiberio Murgia : Post Mortem